# 特拉桑塔
特拉桑塔（葡萄牙語：Terra Santa），是巴西的城鎮，位於該國北部，由帕拉州負責管轄，始建於1993年1月1日，面積1,901平方公里，海拔高度19米，2010年人口16,952，人口密度每平方公里8.92人。